# Vilém Petrželka

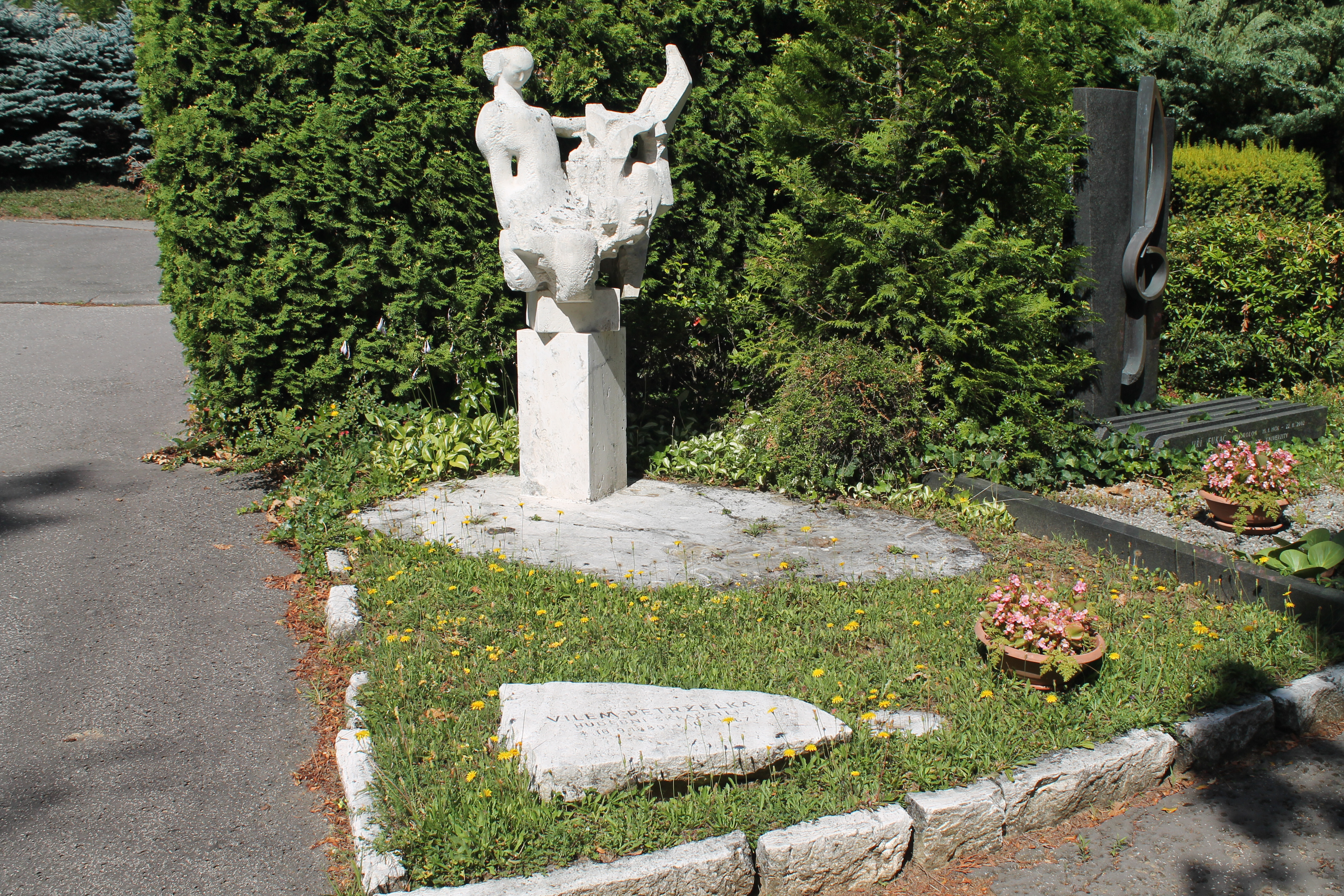
Hrob Viléma Petrželky na Ústředním hřbitově v Brně

Vilém Petrželka (10. září 1889 Královo Pole – 10. ledna 1967 Brno) byl český dirigent, hudební skladatel a pedagog.

## Život
Vilém Petrželka byl synem vojenského hudebníka. Od dětství hrál na housle, harmonium a akordeon. V roce 1905 nastoupil na varhanní školu v Brně, kde byl mimo jiné žákem Leoše Janáčka. V roce 1908 se stal učitelem na hudební škole v Zábřehu nad Odrou a v následujícím roce korepetitorem Východočeského divadla. Zde dostal příležitost i k dirigování.
V letech 1913–1914 absolvoval roční studijní pobyt v Praze, kde studoval skladbu u Vítězslava Nováka a hru na klavír u Karla Hoffmeistera. Po návratu do Brna se stal učitelem klavíru, harmonie a kontrapunktu na Filharmonické škole Besedy brněnské. Po vzniku brněnské konzervatoře v roce 1919 se stal na této škole profesorem skladby.
Po skončení 2. světové války působil na Janáčkově akademii múzických umění v Brně. V roce 1957 byl jmenován profesorem. Byl vynikajícím pedagogem. Z jeho tříd vzešla řada znamenitých moravských skladatelů.

## Dílo (výběr)

### Velká vokální díla
- Modlitba k slunci op. 11 (kantáta, 1921)
- Horník Pavel op. 33 (opera, 1938)
- Námořník Mikuláš (kantáta pro sóla, vypravěče, smíšený sbor, orchestr, jazzový orchestr a varhany na text Jiřího Wolkera)

### Orchestrální skladby
- Pochod bohémů (1919)
- Symfonie op. 13, Věčný návrat (1922–1923)
- Dramatická ouvertura op. 26 (1932)
- Partita pro smyčce op. 31 (1934)
- Koncert pro housle a orchestr op.4
- Moravský tanec
- Pastorální symfonietta op. 51
- IV. symfonie op. 56 (1955–1956)

### Komorní hudba
- Zimní nálada op. 1 (1907)
- Smyčcový kvartet B-dur op. 2 (1910)
- Smyčcový kvartet c-moll op. 6 (1915)
- Z intimních chvil pro housle a klavír op. 9 (1918)
- Fantasie pro smyčcový kvartet op. 19 (1927)
- Sonáta pro violoncello op. 23 (1930)
- Sonata pro housle a klavít op. 29 (1933)
- Klavírní trio op. 32 (1937)
- 4 Impromptus pro housle a klavír op. 36 (1940)
- Divertimento pro dechový kvintet op. 39 (1941)
- Serenáda pro flétnu, hoboj, klarinet, lesní roh, fagot, housle, violu violoncello a kontrabas (1945)
- Smyčcový kvartet č. 5, op. 43 (1947)
- Dvě skladby pro violoncello (nebo violu) a klavír op. 45 (1947)
- Miniatury pro dechový kvintet (1953)
- Sonatina pro housle a klavír (1953)
- Suita pro smyčcový kvartet

### Klavírní skladby
- Andante cantabile
- Drobné klavírní skladby
- Svatební suita (1912)
- Písně poezie i prozy op. 8 (1917)
- Suita pro klavír op. 22 (1943)
- Pět prostých skladeb op. 47
- Pět nálad op. 55 (1954)

### Písně
- Živly, cyklus písní pro baryton a orchestr op. 7 (1917)
- Samoty duše op. 10 (1919)
- Cesta cyklus písní pro tenor a komorní orchestr op. 14 (1924)
- Dvojí noc, Odpočinutí op. 25
- Přírodní snímky op. 30 (1933)
- Písně milostné op. 35 (1943)
- Písně v lidovém tónu
- Štafeta pro hlas a smyčcový kvartet

### Sbory
- Jitřní píseň
- Slováckou pěšinou op. 12 (1921)
- To je má zem op. 37

## Rodina
Synovcem Viléma Petrželky byl herec, režisér, hudební skladatel a odbojář popravený nacisty Jaroslav Sadílek.